# Pure Gold
Pure Gold è un album compilation di Elvis Presley. Il disco venne pubblicato negli Stati Uniti nel 1975 dalla RCA Camden, etichetta sussidiaria della RCA, nella serie economica "Pure Gold" dedicata ai maggiori artisti della compagnia (n. catal. ANL1-0971).
Kentucky Rain, Fever, It's Impossible, e In the Ghetto sono presentate in versione stereo. Tutte le altre tracce sono in "falso stereo" elettronicamente remissate. Quando l'album è stato pubblicato in versione CD nei primi anni novanta, le 6 canzoni risalenti agli anni cinquanta (Don't Be Cruel, All Shook Up, Loving You, Love Me Tender, I Got a Woman, e Jailhouse Rock) furono riportate al loro missaggio mono originale.

## Tracce
Lato 1
1. Kentucky Rain – 3:14 (Eddie Rabbitt, Dick Heard)
2. Fever – 3:31 (Eddie Cooley, Otis Blackwell)
3. It's Impossible – 2:51 (Armando Manzanero, Sid Wayne)
4. Jailhouse Rock – 2:23 (Jerry Leiber, Mike Stoller)
5. Don't Be Cruel – 2:04 (Otis Blackwell, Elvis Presley)

Lato 2
1. I Got a Woman – 2:25 (Ray Charles, Renald Richard)
2. All Shook Up – 1:57 (Otis Blackwell, Elvis Presley)
3. Loving You – 2:12 (Jerry Leiber, Mike Stoller)
4. In the Ghetto – 2:20 (Mac Davis)
5. Love Me Tender – 2:41 (Vera Matson, Elvis Presley)